# Brzesko
Brzesko là một thị trấn thuộc huyện Brzeski, tỉnh Małopolskie ở nam Ba Lan. Thị trấn có diện tích 12 km². Đến ngày 1 tháng 1 năm 2011, dân số của thị trấn là 16844 người và mật độ 1424 người/km².